# 罗德·布拉戈耶维奇
罗德·布拉戈耶维奇（Rod Blagojevich，1956年12月10日—）出生於芝加哥，美国政治家，美国民主党成员，曾任美国众议员（1997年-2003年），第四十任伊利诺伊州州长（2003年至2009年1月29日）。布拉戈耶维奇是继俄亥俄州州长乔治·沃伊诺维奇之后第二位当选州长的塞尔维亚裔美国人。

## 生平
2008年12月9日早上6:15分，布拉戈耶维奇因为涉嫌倒卖巴拉克·奥巴马当选第44任美国总统之后，留下的伊利诺伊州联邦参议员的空缺职位等腐败行为，被联邦调查局特工人员在家中逮捕。
2009年1月29日，州參議院以59票同意、0票反對，通過彈劾案，使他成為美國逾20年來首位被彈劾下台的州長。州長一職由副州長帕特·奎因繼任。
2011年12月7日，布拉戈耶維奇因罪被判處14年徒刑，於2012年3月15日入獄服刑，入獄八年後，獲得唐納·川普總統減刑，因此他於2020年2月18日獲釋。

## 内容扩充
1. ↑  . 芝加哥論壇報. 2009年1月29日  [2009年1月30日]. （原始内容存档于2020年12月9日）.
2. ↑  .   [2020-10-09]. （原始内容存档于2020-10-10）.

1.2010年参加《学徒名人版》第三季为自己的涉嫌腐败辩解